# Hypolimnas narchadi
Hypolimnas narchadi är en fjärilsart som beskrevs av Suffert 1904. Hypolimnas narchadi ingår i släktet Hypolimnas och familjen praktfjärilar. Inga underarter finns listade i Catalogue of Life.